# The Story of Two Christmasses
The Story of Two Christmasses è un cortometraggio muto del 1904 diretto da Lewin Fitzhamon.

## Trama
Una donna abbandona il marito per un ricco amante, ma costui resterà ucciso per aver barato al gioco.

## Produzione
Il film fu prodotto dalla Hepworth.

## Distribuzione
Distribuito dalla Hepworth, il film - un cortometraggio della lunghezza di 61 metri - uscì nelle sale cinematografiche britanniche nel novembre 1904.
Non si hanno altre notizie del film che si ritiene perduto, forse distrutto nel 1924 quando il produttore Cecil M. Hepworth, ormai fallito, cercò di recuperare l'argento del nitrato fondendo le pellicole.